# Боу (хмарочос)
Боу (англ. Bow Skyscraper) — хмарочос висотою 247 метри, що має 58 поверхи, у центрі міста Калгарі, провінція Альберта, Канада.
Офіційна адреса 500 Centre Street, 70. Також межує з Седар стріт і Перл стріт. Площа хмарочоса Боу становить 158 000 м2. Станом на 2012 рік це був 149-й найвищий будинок у світі.
Будівля була побудована в 2012 році для нафтових і газових корпорацій EnCana Corporation й Cenovus Energy. Хмарочос названий на честь річки Боу
Із закінченням будівництва в 2012, хмарочос Боу став найвищою будівлею в місті Калгарі.

## Джерело
1. ↑  EnCana (October 2006). EnCana unveils The Bow - Calgary's newest tower. Архів оригіналу за 1 березня 2007. Процитовано 15 лютого 2007. [Архівовано 2007-03-01 у Wayback Machine.]

## Галерея

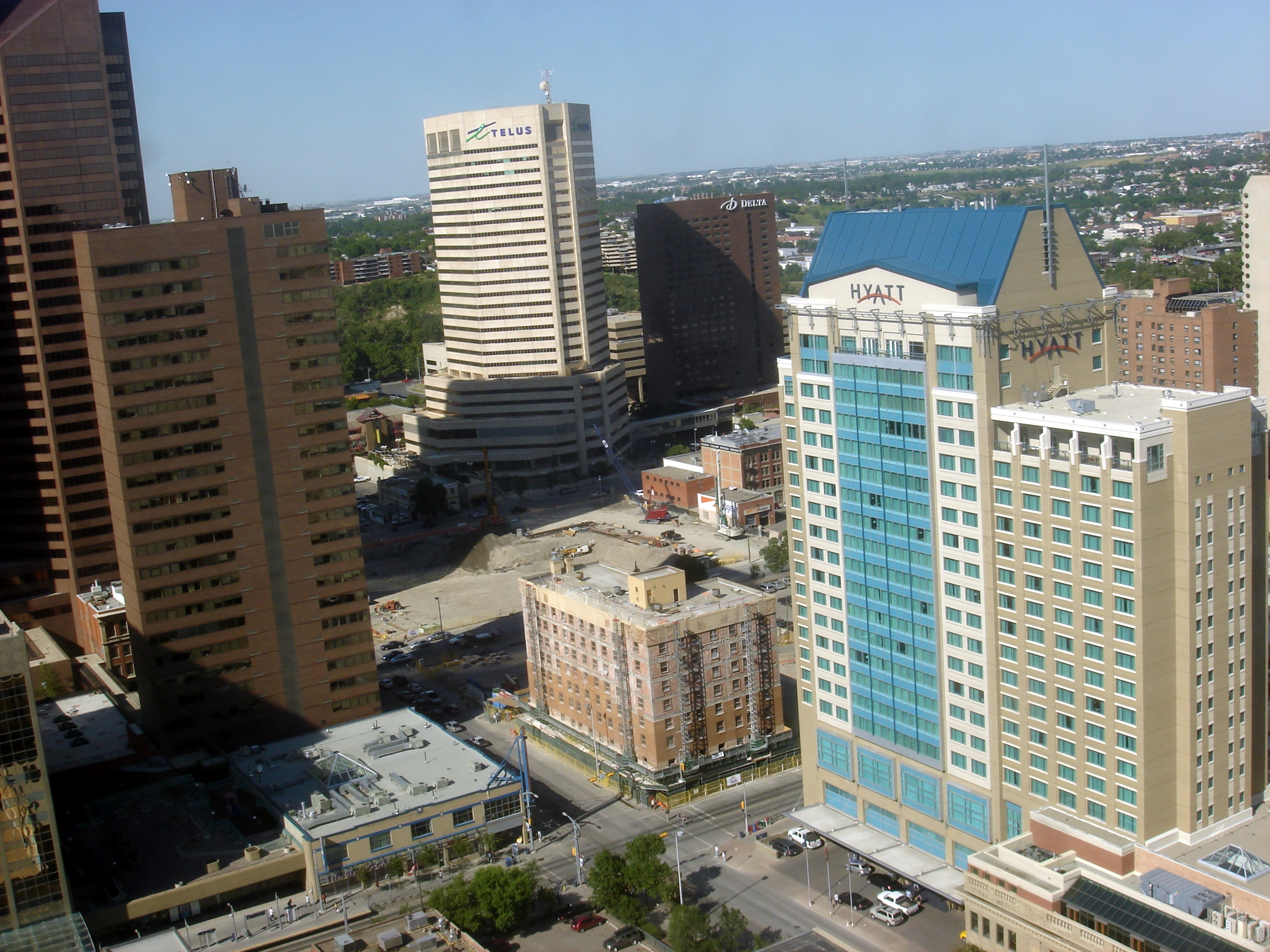
Місце, де розпочалося будинцтво хмарочоса Боу; Йоркський Готель був включений до будівельного комплексу
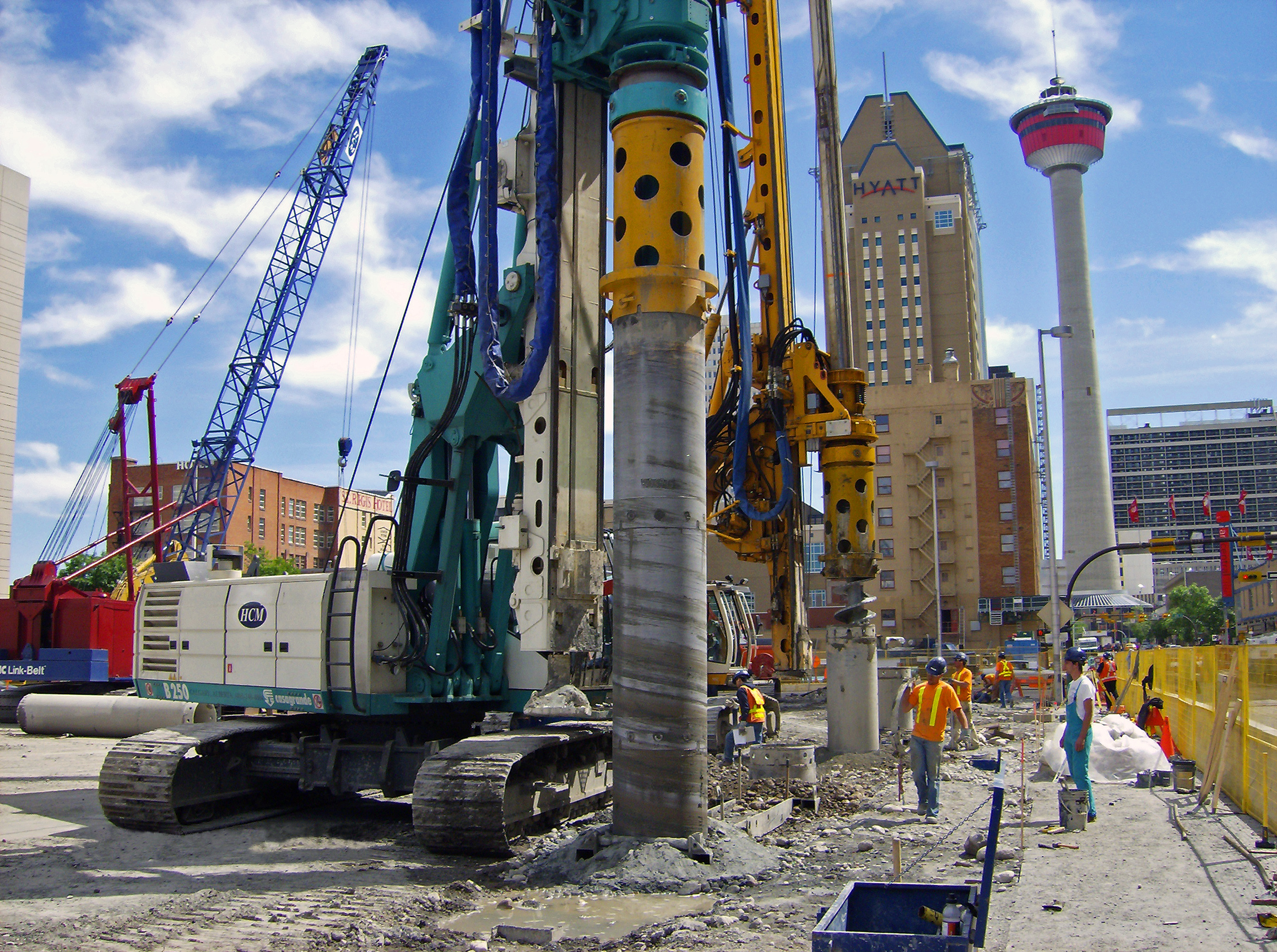
Спорудження кесона стіни (липень 2007)
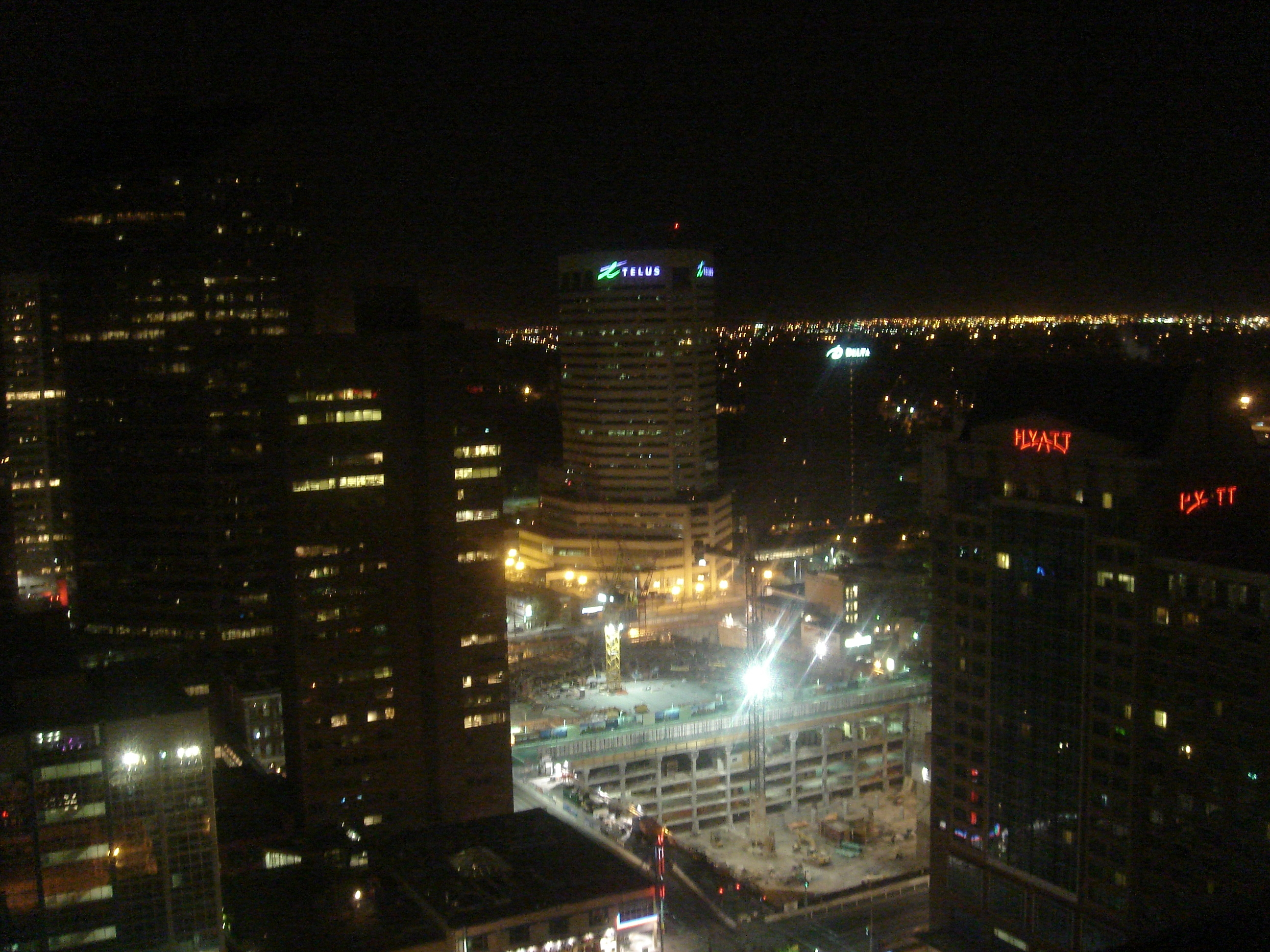
Будівництво 6 поверху підземної парковки під 6-тою Авеню (вересень 2008)
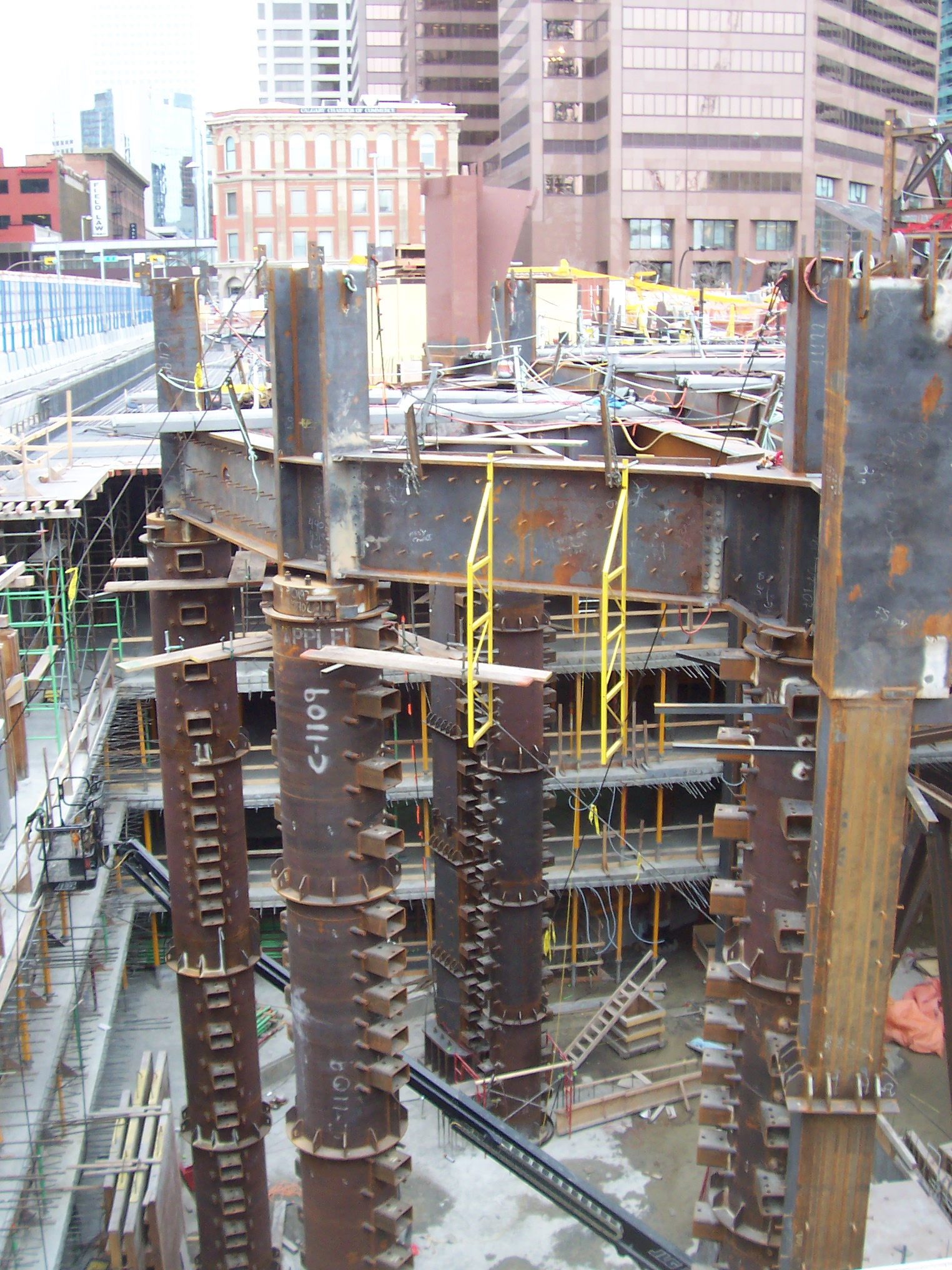
Основний фундамент хмарочоса, (жовтень 2008)
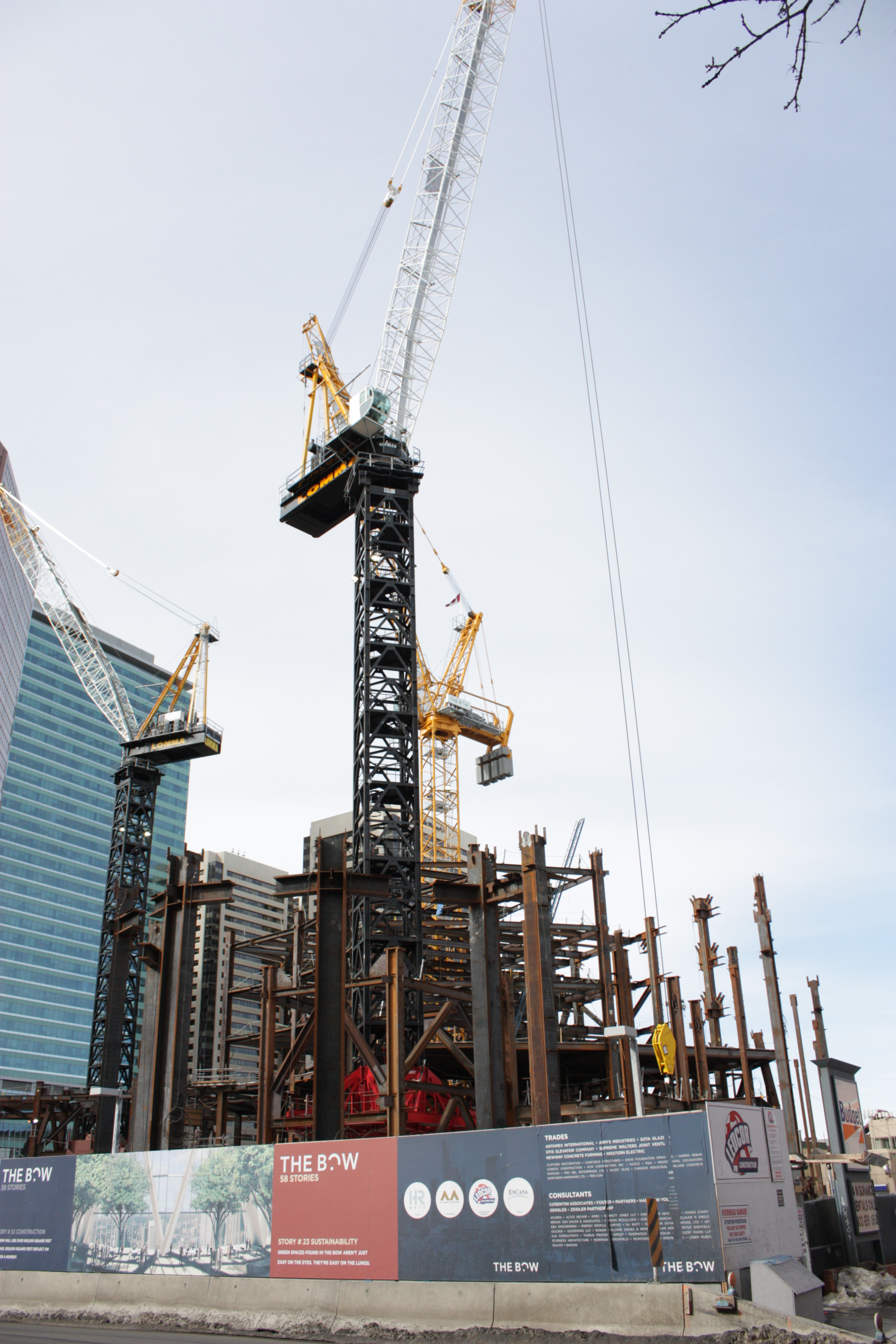
Будівництво вже над землею (березень 2009)
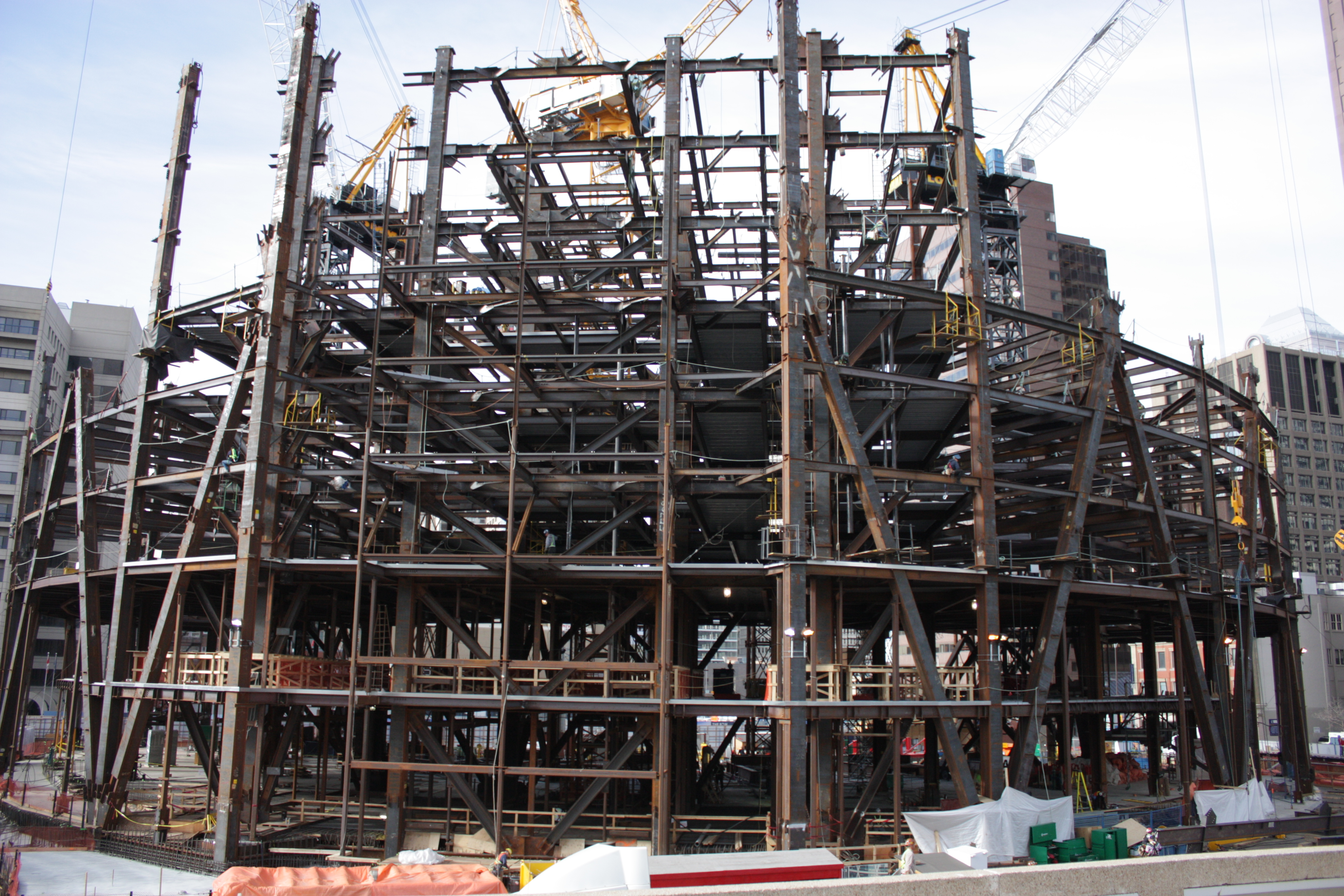
У квітні 2009
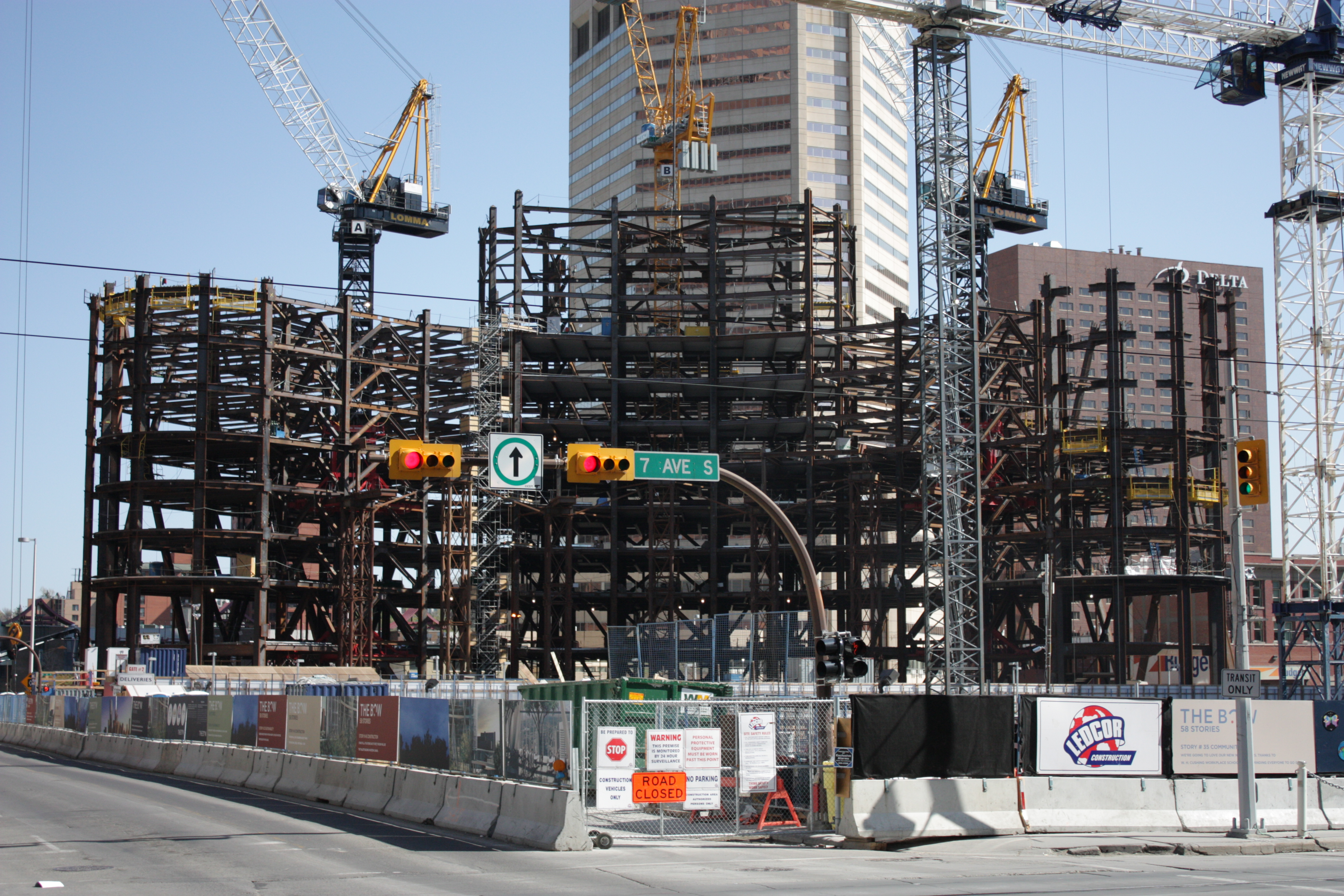
У травні 2009
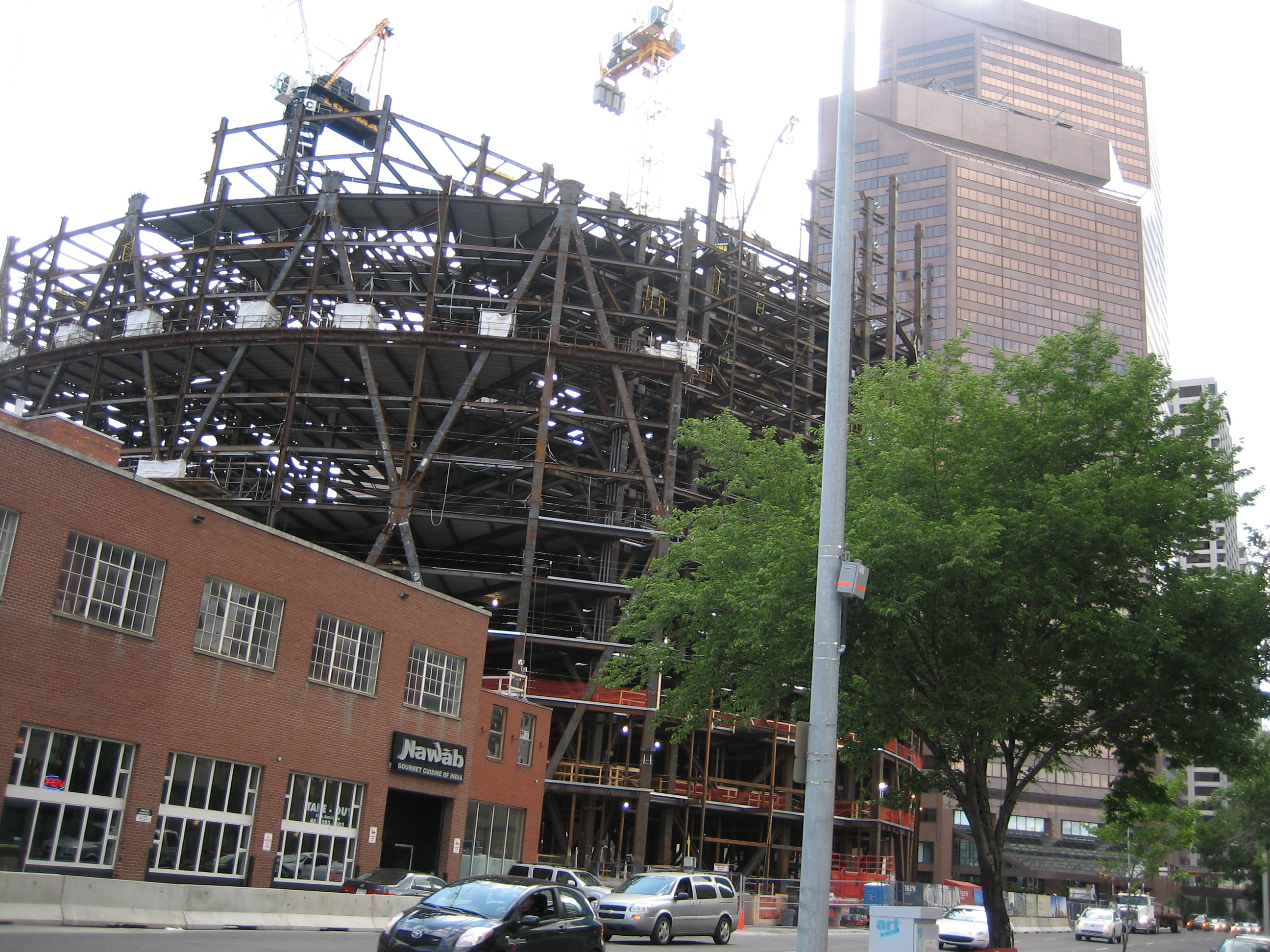
Будівництво хмарочоса (липень 2009)
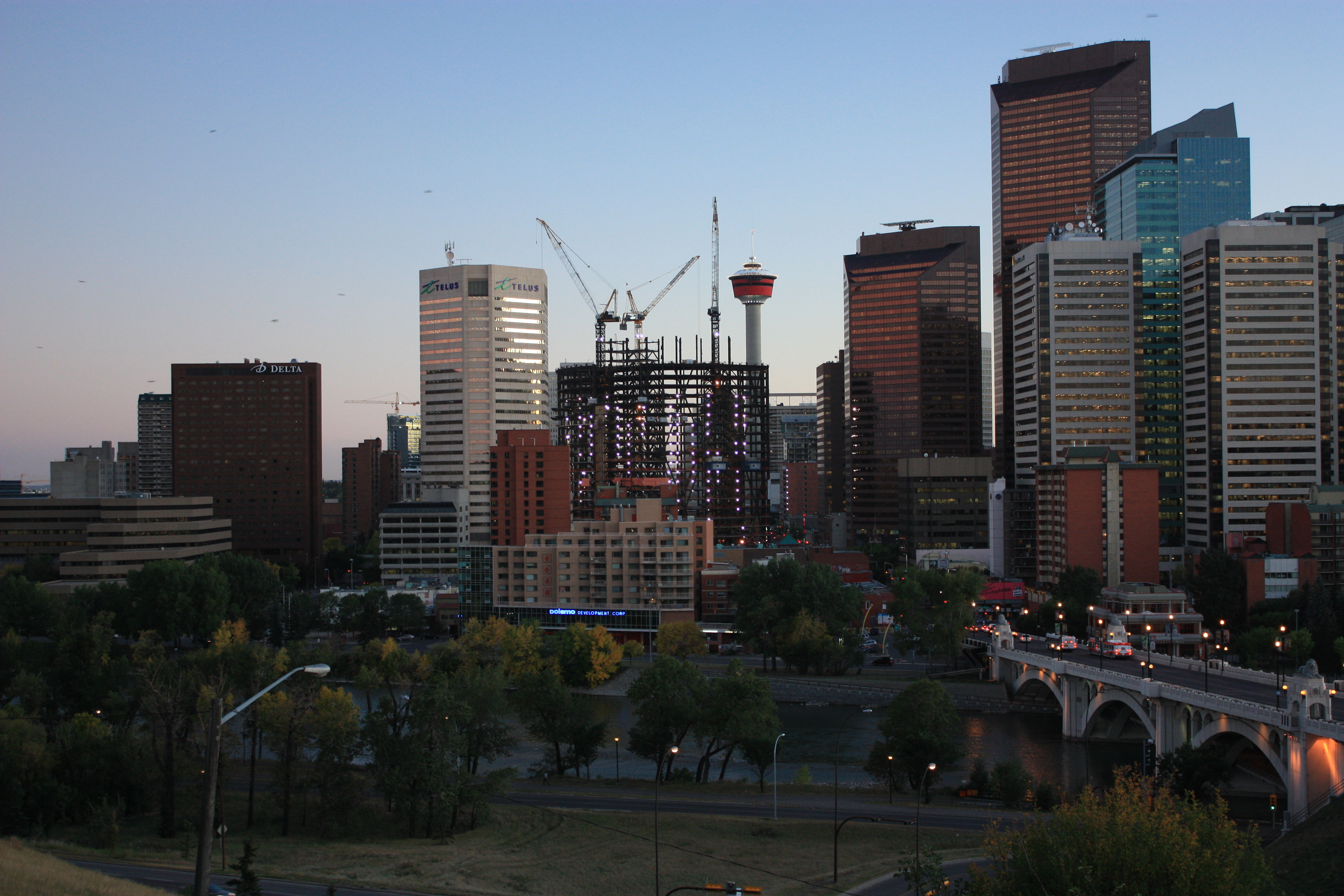
Будівництво хмарочоса (вересень 2009)
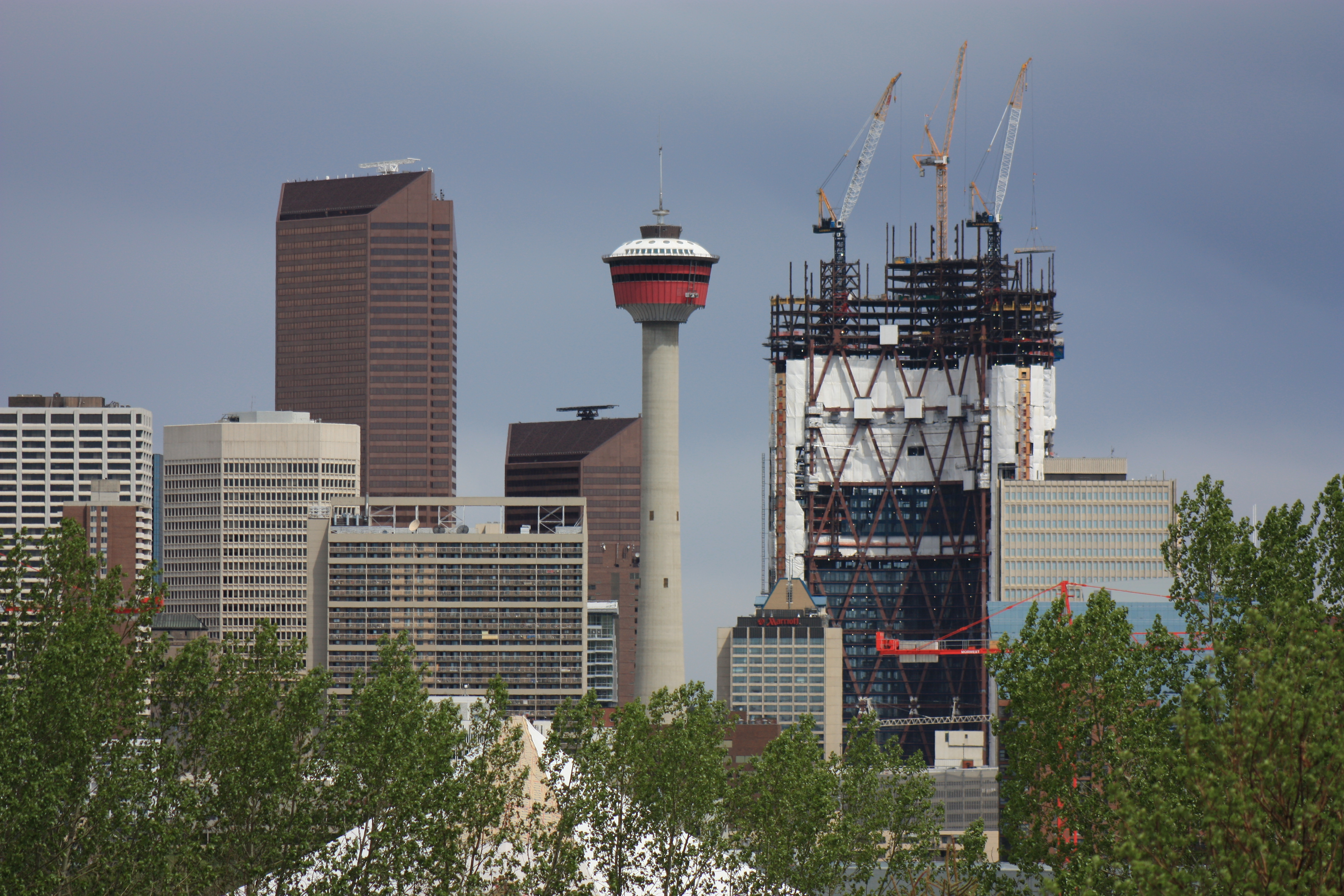
Будівництво хмарочоса (травень 2010)
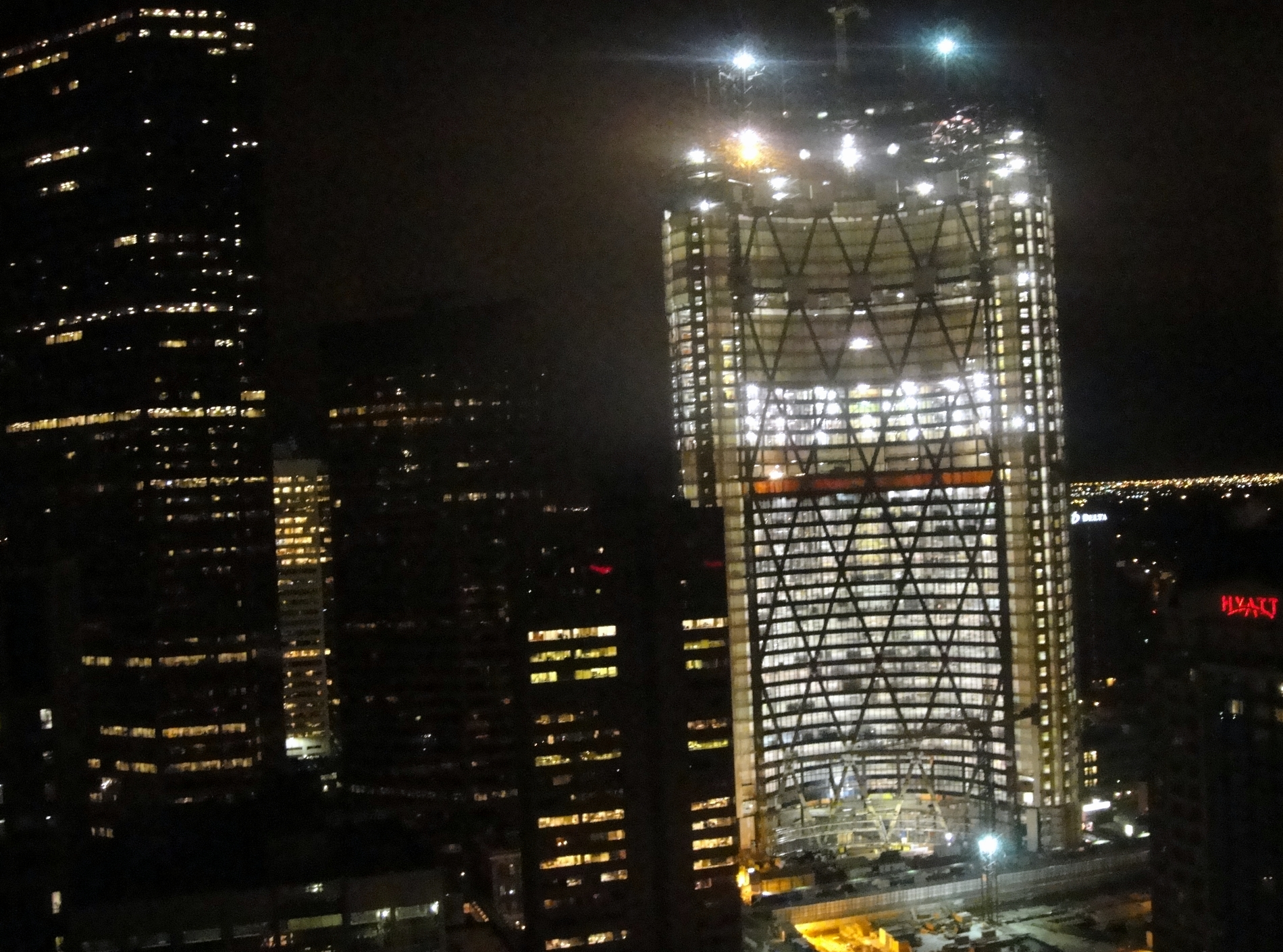
Будівництво хмарочоса (липень 2010)
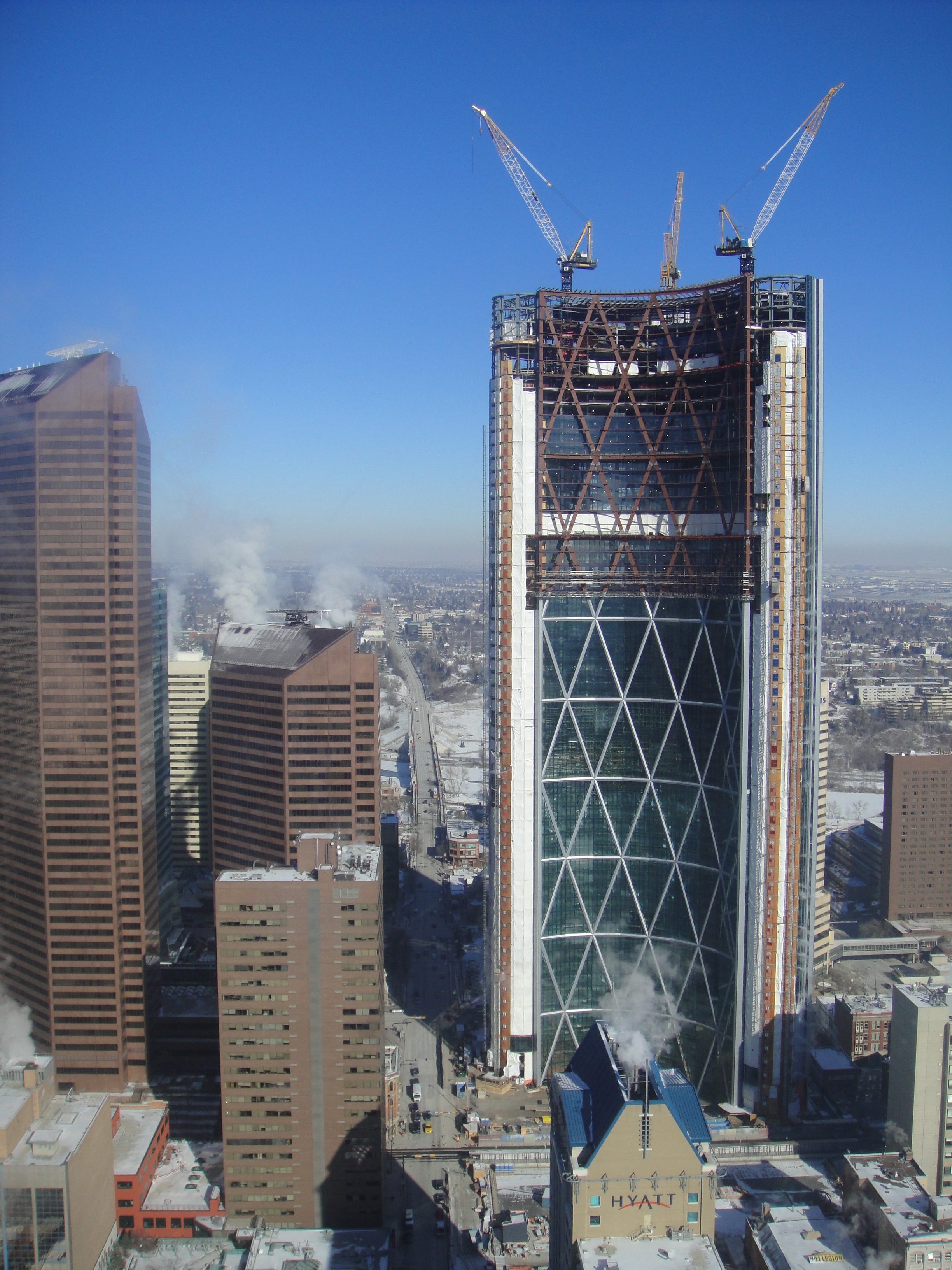
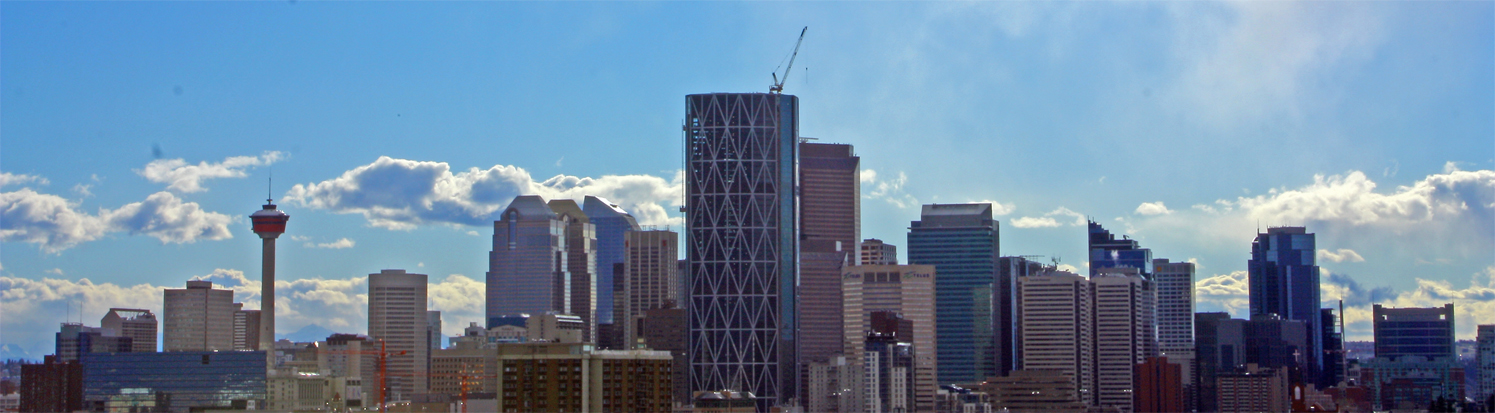
Будівництво хмарочоса (травень 2011)